# Кендіс Кінг
Кендіс Рене Кінґ (англ. Candice Rene King), до шлюбу Аккола (англ. Accola; нар. 13 травня 1987, Х'юстон, Техас, США) — американська акторка, співачка, авторка пісень і активістка ЛГБТ-руху. Відома за роллю Керолайн Форбс у телесеріалі «Щоденники вампіра» та його спін-оффах «Первородні» та «Спадок»

## Біографія
Виросла в Еджвуді (штат Нью-Мексико, США). Її батько Кевін Аккола — кардіохірург, а мати Керолайн Аккола — домогосподарка, в минулому — інженерка-екологиня. Її батьки є активними членами місцевого осередку Республіканської політичної партії. Ім'я «Кендіс» в перекладі означає «Білий Вогонь». У Кендіс є молодший брат, Крі Аккола.

## Кар'єра
У восьмирічному віці Аккола створила дівочий гурт «Girl Zone», з яким виступала на вечорах будинків для літніх людей та святкових концертах.
Кендіс відвідувала школу Lake Highland Preparatory School, де грала Daisy Mae у шкільній постановці «Li'l Abner», проте вона тоді більше зосереджувалась на музиці, ніж на акторській майстерності.
Її талант був помічений у підлітковому віці, коли Кендіс уклала контракт з агентом із Каліфорнії у 16 років. Тоді вона переїхала до Лос-Анджелеса. Півроку потому вона випустила демо-диск під назвою «It's Always the Innocent Ones». У 2005 році закінчила школу.
У 2008 році Кендіс випустила свій перший музичний під тією ж назвою, який нараховував 12 треків. У цьому ж році як бек-вокалістка вона вирушила у концертний тур «Ханна Монтана / Майлі Сайрус: Найкраще з обох світів». Також цього року увійшла до Топ-10 популярної музики 25 щорічного опитування читачів «Burrn!», найбільш продаваного музичного журналу Японії.
Кінг зіграла роль у своєму першому фільмі «Pirate Camp» в 2007 році. Її запросили в популярні телесеріали «Як я зустрів вашу маму», «Надприродне» та «Університет». Вона також з'явилася у фільмах: «On the Doll», «X's & O's», «Джуно» та ін. Але справжню популярність їй приніс молодіжний серіал 2009 року «Щоденники вампіра», де вона виконала роль людини, а пізніше вампірки Керолайн Форбс. У порівнянні з минулими роботами «Щоденники вампіра» потребували від акторки повної самовіддачі, оскільки її героїня мала з'являтись у кожному епізоді серіалу.
Разом з колегою по серіалу «Щоденники вампіра» Єном Сомерхолдером вона є активісткою ЛГБТ-руху, бореться за запобігання самогубств серед ЛГБТ-молоді.
Навесні 2010 року Кендіс стала активісткою благодійної організації Turn the Corner, присвяченої інформуванню громадськості про хворобу Лайма. Після відновлення спілкування з другом дитинства, хронічно хворим на це захворювання, Кінг провела багато часу за просвітою інших про симптоми, лікування та проблеми, пов'язані з цією хворобою. Кінг є запрошеною зіркою у серіалі «Drop Dead Diva» у ролі Джесіки з поп-групи «Confetti».
Якби Кінг не вибрала творчий шлях акторки і співачки, вона б стала психотерапевткою.

## Особисте життя
22 серпня 2009 Кендіс була заарештована разом з Кайлою Юелл, Ніною Добрев, Сарою Каннінг і Тайлером Шилдсом в Джорджії за порушення громадського порядку. Проте незабаром звинувачення були зняті.
Мешкає в Атланті, штат Джорджія, де проходять зйомки серіалу «Щоденники вампіра». Зустрічалася з партнером по майданчику серіалу «Щоденники вампіра» — Стівеном Макквіном, який виконує роль Джеремі Гілберта. 2011 року зіркова пара розійшлась.
У 2013 р. мала стосунки з музикантом Джо Кінгом (колишній соліст групи The Fray). 28 травня 2013 пара оголосила про заручини, а 18 жовтня 2014 року одружилася, церемонія відбулася в Новому Орлеані. Це перший шлюб 27-літньої акторки і другий для 34-літнього члена гурту «The Fray». Від першого шлюбу у Джо є дві доньки. У серпні 2020 стало відомо, що Кендіс вдруге вагітна. В травні 2022 року стало відомо, що вона подала на розлучення.
У грудні 2023 року Аккола підтвердила, що зустрічається з американським актором Стівеном Крюгером.. Вони оголосили про заручини 14 травня 2025 року.

## Фільмографія
| Рік       |    | Українська назва                         | Оригінальна назва                          | Роль                             |
| --------- | -- | ---------------------------------------- | ------------------------------------------ | -------------------------------- |
| 2007      | с  | Як я зустрів вашу маму                   | How I Met Your Mother                      | Емі                              |
| 2007      | ф  |                                          | Pirate Camp                                | Анналіза / Том                   |
| 2007      | ф  | Джуно                                    | Juno                                       | напарниця на лабораторній роботі |
| 2007      | ф  | Формула S. E. X. A.                      | X's & O's                                  | подруга Гвен                     |
| 2007      | ф  | На ляльці                                | On the Doll                                | Мелоді                           |
| 2009      | с  | Надприродне                              | Supernatural                               | Аманда Гекерлінг                 |
| 2008      | ф  | Мертвячка                                | Deadgirl                                   | Джоанн                           |
| 2009      | с  | Університет                              | Greek                                      | Еліс                             |
| 2009—2017 | с  | Щоденники вампіра                        | The Vampire Diaries                        | Керолайн Форбс                   |
| 2009      | ф  | Любовні рани                             | Love Hurts                                 | Шерон                            |
| 2010      | с  | До смерті красива                        | Drop Dead Diva                             | Джессіка Орландо                 |
| 2010      | ф  |                                          | Kingshighway                               | Софія                            |
| 2011      | ф  | Правда про ангелів                       | The Truth About Angels                     | Кейтлін Стоун                    |
| 2012      | с  | Правила побачень із майбутнього          | Dating Rules from My Future Self           | Хлоя Каннінгем                   |
| 2013      | кф | Любов не вмирає                          | Love Don't Die                             | красуня                          |
| 2018      | с  | Первородні                               | The Originals                              | Керолайн Форбс                   |
| 2019      | с  | Орвілл                                   | The Orville                                | Солана Кітан                     |
| 2020      | ф  | Після сварки                             | After We Collided                          | Кімберлі Венс                    |
| 2021—2022 | с  | Спадок                                   | Legacies                                   | Керолайн Форбс                   |
| 2021      | тф | Різдво в тон                             | Christmas in Tune                          | Белла                            |
| 2022      | тф | Вбивця з валізи: історія Мелані Макгуайр | Suitcase Killer: The Melanie McGuire Story | Мелані Макгуайр                  |
| 2025      | с  | Ми були брехунами                        | We Were Liars                              | Бесс Сінклер                     |

## Нагороди
| Рік  | Нагорода           | Категорія            | Роль              | Результат |
| ---- | ------------------ | -------------------- | ----------------- | --------- |
| 2012 | Teen Choice Awards | Scene Stealer Female | Щоденники вампіра | Перемога  |